# FF-956 경북
FF-956 경북은 대한민국 해군이 운용하는 울산급 호위함 중 하나이다.